# لي تشان مايونغ
لي تشان مايونغ مواليد 2 يناير 1947 في كوريا الشمالية، هو لاعب كرة قدم كوري شمالي كان يلعب في مركز حراسة المرمى. مثّل منتخب كوريا الشمالية لكرة القدم. سبق له أن لعب في كأس العالم لكرة القدم مع منتخب بلاده في مونديال عام 1966م.

## روابط خارجية
- لي تشان مايونغ على موقع الاتحاد الدولي (مؤرشف)  (الإنجليزية)
- لي تشان مايونغ على موقع ناشيونال فوتبول تيمز (الإنجليزية)